# Sinoite
La sinoite è un minerale scoperto nel meteorite Jaih deh Kot Lalu caduto il 2 maggio 1926 nella provincia di Sindh in Pakistan ed approvato dall'IMA. Il nome è stato attribuito in base alla composizione chimica (Si=silicio, N=azoto, O=ossigeno).